# Bobshannonita
La bobshannonita és un mineral de la classe dels silicats, que pertany al grup de la bafertisita. Rep el nom en honor del doctor Robert (Bob) D. Shannon (1935-) de la Universitat de Colorado (Estats Units), en reconeixement de les seves importants contribucions al camp de la química cristal·lina en particular, i a la mineralogia en general.

## Característiques
La bobshannonita és un sorosilicat de fórmula química Na₂KBa(Mn,Na)₈(Nb,Ti)₄(Si₂O₇)₄O₄(OH)₄(O,F)₂. Va ser aprovada com a espècie vàlida per l'Associació Mineralògica Internacional l'any 2014, i la primera publicació data del 2015. Cristal·litza en el sistema triclínic. La seva duresa a l'escala de Mohs és 4. És l'anàleg amb niobi de la perraultita.
L'exemplar que va servir per a determinar l'espècie, el que es coneix com a material tipus, es troba conservat a les col·leccions del Museu canadenc de la natura aituat a Ottawa, Canadà, amb el número de registre: cmnmc 86886.

## Formació i jaciments
Va ser descoberta a la pedrera Poudrette, situada al Mont Saint-Hilaire, a Montérégie (Québec, Canadà). Es tracta de l'únic indret de tot el planeta on ha estat descrita aquesta espècie mineral.